# Bătălia de pe râul Bega
Bătălia de la Bega a fost o confruntare militară care a avut loc în anul 1696 între o coaliție a Sfântului Imperiu Roman, sub conducerea principelui elector August cel Puternic, și armata Imperiului Otoman. Bătălia a avut ca scop eliberarea cetății Timișoara de sub ocupația turcească.

## Pregătirea
Armata imperială aflată sub comanda principelui elector de Saxonia, viitorul rege  August al II-lea al Poloniei, planificase încă din vara anului 1696 să elibereze cetatea Timișoarei care se afla sub ocupație otomană, motiv pentru care un corp al armatei imperiale s-a deplasat până la Titel, (cetate aflată azi în Serbia) unde a început pregătirile în vederea asediului, ale cărui pregătiri au fost terminate pe data de 3 august, dată la care a început asediul Timișorii. 
Sultanul Mustafa al II-lea, care își avea tabăra la Belgrad, s-a deplasat rapid cu un puternic corp de armată de-a lungul Dunării dinspre Pancevo către Timișoara.
Într-un consiliu de război, Armata Imperială după ce a decis suspendarea temporară a asediului cu scopul de a-și schimba poziția din sudul cetății pentru a nu fi prins în clește de turci, s-a repoziționat la Pardany într-un mod favorabil față de armata otomană care se apropia, fapt care l-a făcut pe principele Friedrich August să execute o manevră pe lângă Becicherecu Mare și astfel a reușit să taie calea turcilor. Mustafa al II-lea a sesizat intenția imperialilor, motiv pentru care s-a pregătit pentru un contraatac cu o deplasare în flancuri.

## Bătălia
Bătălia a avut loc în data de 26 august 1696 și s-a desfășurat pe râul Bega. Ambele părți au avut inițial intenția de a se evita reciproc, dar sultanul Mustafa al II-a, printr-o manevră iscusită a reușit să se poziționeze in apropierea cetății Timișoarei astfel că încă de la începutul luptei a putut să apere cu succes cetatea asaltată.
Dornic să forțeze o victorie, principele Friedrich August, a decis singur împotriva votului celor din consiliului de război, și a ordonat ca aripa stângă să forțeze o înaintare spre cetate. În pofida unui puternic foc de artilerie a atacat pozițiile otomane, moment în care sultanul Mustafa al II-lea a decis un contraatac rapid al cavaleriei reușind o respingere a atacului imperial, și astfel batalioanele imperiale au suferit mari pierderi.
Numai intervenția cavaleriei imperiale a reușit să restabilească echilibrul și să salveze situația. Generalul Donat Heissler a fost grav rănit și a murit după cinci zile. Lupta s-a terminat odată cu lăsarea întunericului, iar a doua zi dimineața, deși taberele erau poziționate una în fața celeilalte, nici una din ele nu a mai lansat un atac.

## Urmări
Bătălia nu a avut succesul scontat pentru că lupta s-a terminat indecisă, cu pagube mari pentru ambele părți beligerante. Mustafa a considerat că a obținut o victorie operațională pe motivul că trupele imperiale nu au reușit să cucerească cetatea Timișoarei. După bătălie au început certuri și disensiuni între principele elector și Consiliul de Război, și astfel trupele imperiale au părăsit câmpul de luptă. Deși Imperiul Otoman se afla în decădere, eliberarea cetății Timișoara a mai avut de așteptat până în anul 1718.